# Dendrobium jiajiangense
Dendrobium jiajiangense är en orkidéart som beskrevs av Z.Y.Zhu, S.J.Zhu och H.B.Wang. Dendrobium jiajiangense ingår i släktet Dendrobium, och familjen orkidéer. Inga underarter finns listade i Catalogue of Life.